# Walter Halben Butler

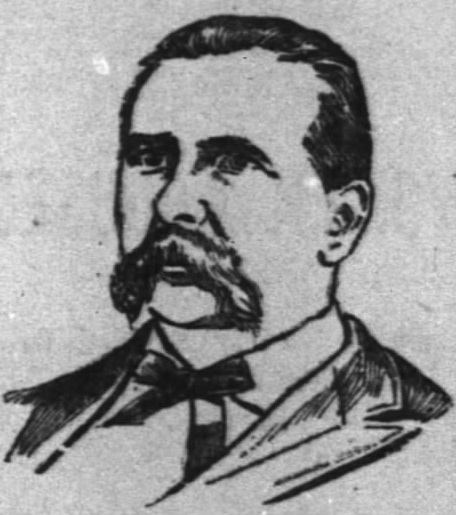
Walter Halben Butler im Louisville Courier-Journal vom 31. Dezember 1894

Walter Halben Butler (* 13. Februar 1852 in Springboro, Crawford County, Pennsylvania; † 24. April 1931 in Kansas City, Missouri) war ein US-amerikanischer Politiker. Zwischen 1891 und 1893 vertrat er den Bundesstaat Iowa im US-Repräsentantenhaus.

## Werdegang
Im Jahr 1868 kam Walter Butler mit seinen Eltern nach Mankato im Blue Earth County in Minnesota. Dort besuchte er öffentliche und private Schulen. Danach studierte Butler bis 1875 an der University of Wisconsin in Madison. Nach einem anschließenden Jurastudium und seiner im Jahr 1875 erfolgten Zulassung als Rechtsanwalt begann er in Princeton (Wisconsin) in seinem neuen Beruf zu arbeiten. 1876 zog Butler nach Iowa, wo er zunächst bis 1878 in La Porte City als Lehrer arbeitete. 1880 zog er nach Manchester (Iowa) und 1883 nach West Union. Dort wurde er Eigentümer und Verleger der Zeitung "Fayette County Union". Zwischen 1885 und 1889 war er als Abteilungsleiter bei der Bahnpost in Saint Paul (Minnesota) beschäftigt. Danach kehrte er nach West Union in Iowa zurück, wo er wieder seine frühere journalistische Arbeit aufnahm.
Butler war Mitglied der Demokratischen Partei und wurde 1890 als deren Kandidat im vierten Wahlbezirk von Iowa in das US-Repräsentantenhaus in Washington, D.C. gewählt. Dort trat er am 4. März 1891 die Nachfolge des Republikaners Joseph Henry Sweney an. Da er bei den Wahlen des Jahres 1892 gegen Thomas Updegraff verlor, konnte er bis zum 3. März 1893 nur eine Legislaturperiode im Kongress absolvieren.
Nach dem Ende seiner Zeit im US-Repräsentantenhaus zog sich Walter Butler aus der Politik zurück. Er wurde zunächst auf dem Immobilienmarkt und später im Bankgeschäft tätig. Im Jahr 1897 zog er nach Des Moines und 1907 nach Kansas City in Missouri. Dort ist er im Jahr 1931 auch verstorben.